# 巴山铁线莲
巴山铁线莲（学名：Clematis kirilowii var. pashanensis）为毛茛科铁线莲属下的一个变种。

## 扩展阅读
- 維基物種上的相關：巴山铁线莲